# 건강 365
건강 365는 KBS 3라디오(수도권 FM 104.9MHz, AM 1134kHz)에서 방송되는 건강 정보 프로그램이다.
진행자는 최윤경 아나운서이며, 생방송은 매일 아침 8시 5분부터 아침 8시 55분까지, 재방송은 매일 오후 4시 5분부터 오후 4시 55분까지, 그리고 KBS 1라디오(전국, 수도권 기준 FM 97.3MHz, AM 711kHz) 본방송은 매일 새벽 5시 5분부터 새벽 5시 5분까지, 재방송은 주말 오후 2시 5분부터 오후 2시 55분까지와 주말 밤 10시 5분부터 밤 10시 55분까지, 그리고 KBS 한민족방송(AM 972, 6015, 1170kHz) 본방송은 주말 낮 1시 10분부터 오후 2시까지이다. 단, 이 프로그램은 모두 전국방송이다.

## 역사
2003년 10월 20일에 첫방송을 시작했으며, 원래는 오후 시간대에 방송됐으나, 2016년 5월 9일부터 아침 시간대로 이동했다.

## 역대 방송시간
| 방송 채널                              | 방송 기간                           | 방송 시간 |
| -------------------------------------- | ----------------------------------- | --- |
| KBS 3라디오                            | 2003년 10월 20일 ~ 2004년 10월 16일 | 월~토요일 오후 4:15 ~ 오후 5:00 (생방송), 월~토요일 밤 11:15 ~ 밤 12:00 (재방송) |
| KBS 3라디오                            | 2004년 10월 18일 ~ 2010년 12월 31일 | 월~토요일 오후 4:10 ~ 오후 5:00 |
| KBS 3라디오                            | 2011년 1월 1일 ~ 2014년 12월 31일   | 매일 오후 4:10 ~ 오후 5:00 |
| KBS 3라디오                            | 2015년 1월 1일 ~ 2016년 5월 8일     | 매일 오후 4:05 ~ 오후 5:00 |
| KBS 3라디오                            | 2016년 5월 9일 ~ 2019년 9월 15일    | 매일 아침 8:05 ~ 아침 9:00 (생방송), 매일 오후 4:05 ~ 오후 5:00 (재방송) |
| KBS 3라디오 KBS 1라디오                | 2019년 9월 16일 ~ 2025년 2월 9일    | 매일 아침 8:05 ~ 아침 8:55 (3R 생방송), 매일 오후 4:05 ~ 오후 4:55 (3R 재방송), 매일 새벽 5:05 ~ 새벽 5:55 (1R 본방송) |
| KBS 3라디오 KBS 1라디오 KBS 한민족방송 | 2025년 2월 10일 ~ 현재              | 매일 아침 8:05 ~ 아침 8:55 (3R 생방송), 매일 오후 4:05 ~ 오후 4:55 (3R 재방송), 매일 새벽 5:05 ~ 새벽 5:55 (1R 본방송), 주말 오후 2:05 ~ 오후 2:55, 주말 밤 10:05 ~ 밤 10:55 (1R 재방송), 주말 낮 1:10 ~ 오후 2:00 (한민족 본방송) |

## 역대 진행자
- 2003년 10월 20일 ~ 2004년 10월 16일 : 정애리 (여)
- 2004년 10월 18일 ~ 2006년 4월 22일 : 여에스더 (여)
- 2006년 4월 24일 ~ 2007년 4월 14일 : 함익병 (남)
- 2007년 4월 16일 ~ 2008년 11월 15일 : 장익경 (남)
- 2008년 11월 17일 ~ 2009년 10월 24일 : 오유경 前 아나운서 (여) (평일), 홍혜걸 (남) (토요일)
- 2009년 10월 26일 ~ 2010년 4월 17일 : 김윤지 前 아나운서 (여) (평일), 홍혜걸 (남) (토요일)
- 2010년 4월 19일 ~ 2010년 12월 31일 : 이충헌 의학전문기자 (평일), 홍혜걸 (토요일) (남)
- 2011년 1월 1일 ~ 2011년 11월 6일 : 김윤지 前 아나운서 (여) (월~토요일), 홍혜걸 (남) (일요일)
- 2011년 11월 7일 ~ 2013년 4월 7일 : 백정원 아나운서 (여) (월~토요일), 박광식 의학전문기자 (남) (일요일)
- 2013년 4월 8일 ~ 2013년 6월 9일 : 김지윤 아나운서 (여) (월~토요일), 박광식 의학전문기자 (남) (일요일)
- 2013년 6월 10일 ~ 2013년 10월 26일 : 오정연 前 아나운서 (여) (월~토요일), 박광식 의학전문기자 (남) (일요일)
- 2013년 10월 27일 ~ 2014년 4월 6일 : 최윤경 아나운서 (여) (월~토요일), 박광식 의학전문기자 (남) (일요일)
- 2014년 4월 7일 ~ 2014년 12월 31일 : 유애리 前 아나운서 (여) (월~토요일), 박광식 의학전문기자 (남) (일요일)
- 2015년 1월 1일 ~ 2017년 4월 2일 : 박주아 아나운서 (여) (평일), 박광식 의학전문기자 (남) (주말)
- 2017년 4월 3일 ~ 2017년 7월 30일 : 김지윤 아나운서 (여) (평일), 박광식 의학전문기자 (남) (주말)
- 2017년 7월 31일 ~ 2020년 11월 1일 : 최윤경 아나운서 (여) (평일), 박광식 의학전문기자 (남) (주말)
- 2023년 11월 27일 ~ 2025년 4월 6일 : 이영호 아나운서 (남)
- 2025년 4월 7일 ~ 현재 : 최윤경 아나운서 (여)

## 코너

### 매일 코너
- 건강상식 예스 혹은 노우
  - 알쏭달쏭 건강에 대한 궁금증을 각 분야 전문의와 함께 풀어봅니다.

### 요일별 코너
- 월요일 - 우리집 주치의
  - 내 몸의 증상과 건강에 대한 고민을 전문의 답변으로 도와드립니다
- 화요일 - 약이 되는 약 이야기
  - 올바른 약복용과 부작용의 위험, 보관법에 이르기까지 알아두면 도움이 되는 약 사용법을 알려드립니다
- 수요일 ~ 금요일 - 라디오 진료실
  - 각종 질환의 원인부터 예방까지 분야별 전문의가 설명합니다.
- 토요일 ~ 일요일 - 건강으로 가는 길
  - 건강을 주제로 하는 건강 책 정보, 일반인은 물론 암환자들을 위한 영양정보